# Kurdische Küche

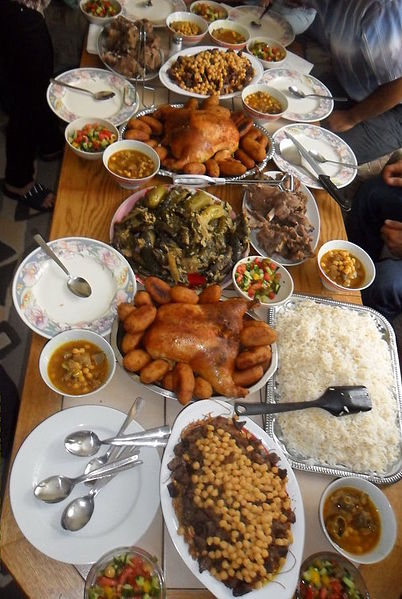
Gedeckter Tisch mit verschiedenen kurdischen Gerichten aus der Sindschar-Region

Die Kurdische Küche umfasst verschiedene regionale Kochstile und kulinarische Spezialitäten der Kurden. Sie basiert auf einer alten Tradition und ist von den angrenzenden Kulturen beeinflusst. Geographisch gesehen liegt das Gebiet Kurdistan zu Teilen in Anatolien und Mesopotamien. Gekocht und gegessen werden viel Gemüse, Fleisch und Getreide. Da viele Kurden von der Landwirtschaft leben, gehören Milchprodukte wie Käse und Joghurt ebenfalls zu den Grundnahrungsmitteln.
Die kurdische Küche ist vor allem mit der persischen Küche verwandt, aber auch stark durch türkische und arabische Esstraditionen beeinflusst.

## Speisen

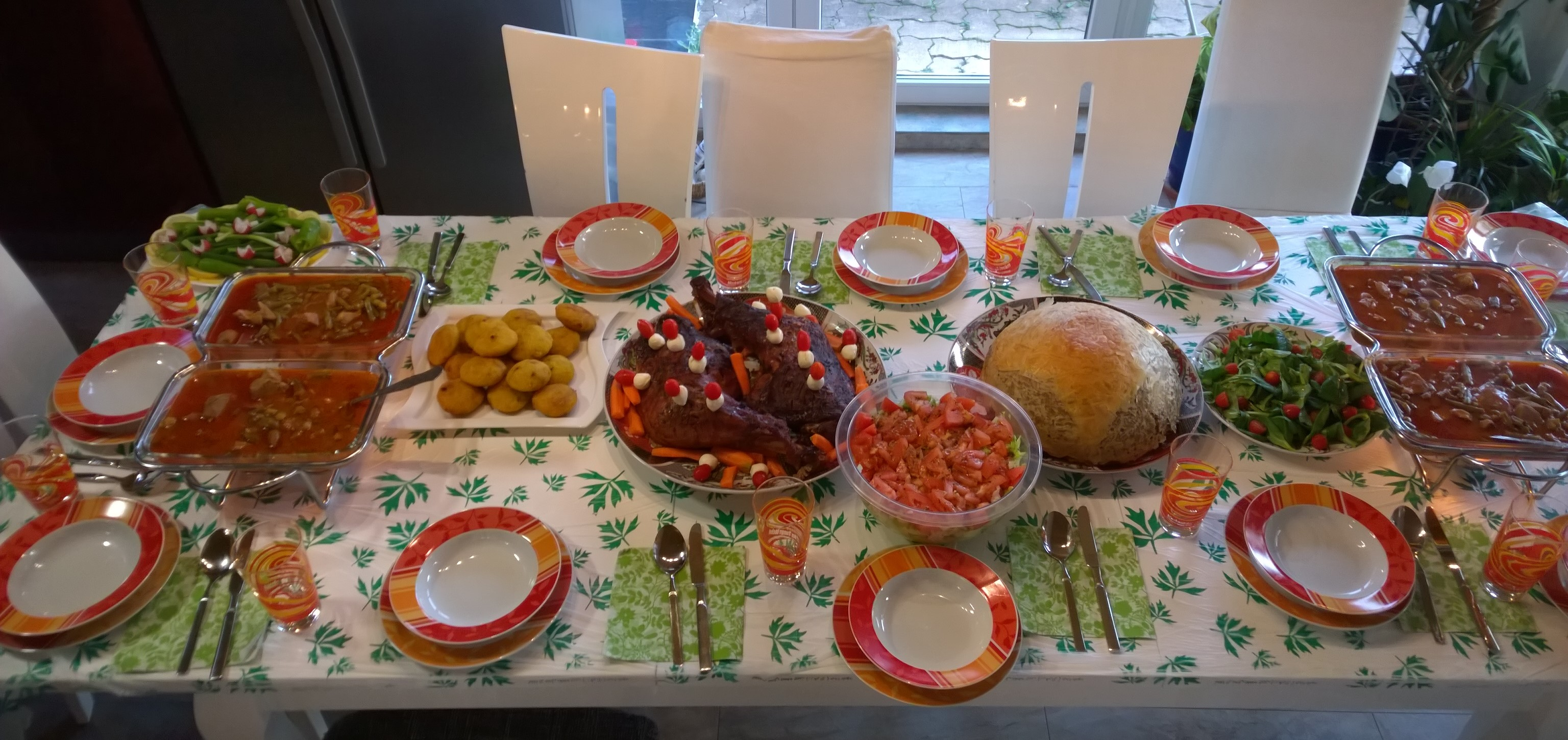
Gedeckter Tisch mit kurdischen Speisen aus der Sulaimaniyya-Region

Das Frühstück besteht meist aus Naan mit Joghurt, verschiedenen Käsesorten oder Tahina mit Dattel- oder Traubensirup. Auch Frühstückseier, gekocht oder als Spiegel- bzw. Rührei, sind beliebt. Dazu trinkt man meistens schwarzen Tee oder Ayran. Butter mit Honig ist eine weitere beliebte Komponente des Frühstücks. Traditionell ist die Hauptmahlzeit des Tages das Mittagessen, das zwischen 12 und 14 Uhr eingenommen wird. Das Abendbrot ist meist deftig und warm. Die sich wandelnden Arbeitsgewohnheiten haben dazu geführt, dass viele Kurden ihre Hauptmahlzeit abends zu sich nehmen.

### Reis und Weizen

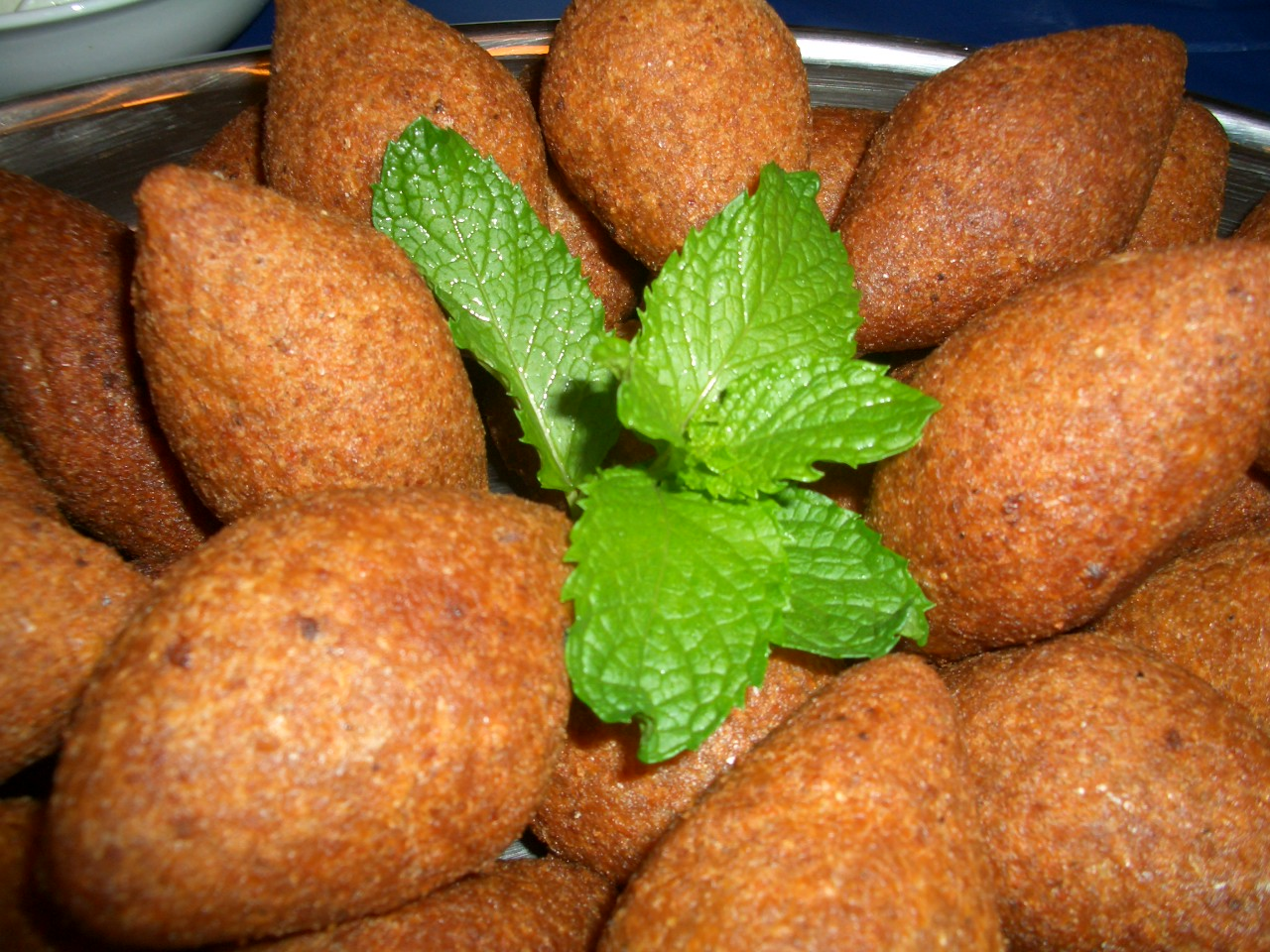
Frittierte kurdische Kube

Reis gehört als Hauptnahrungsmittel zu den meisten Gerichten in Kurdistan. Weiterhin wird gekochter Bulgur mit Beilagen wie Fleisch oder Gemüse verzehrt. Sowohl Bulgur als auch Reis werden oft zu Bällchen geformt und gefüllt, vor allem mit Hackfleisch, Mandeln, Kräutern und weiteren Gewürzen. Bekanntes Beispiel hierfür ist die Kube. Diese kann sowohl mit Reis als auch mit Bulgur zubereitet werden. Zu Nouruz wird häufig die kurdische Variante von Biryani zubereitet.

### Fleisch und Fisch

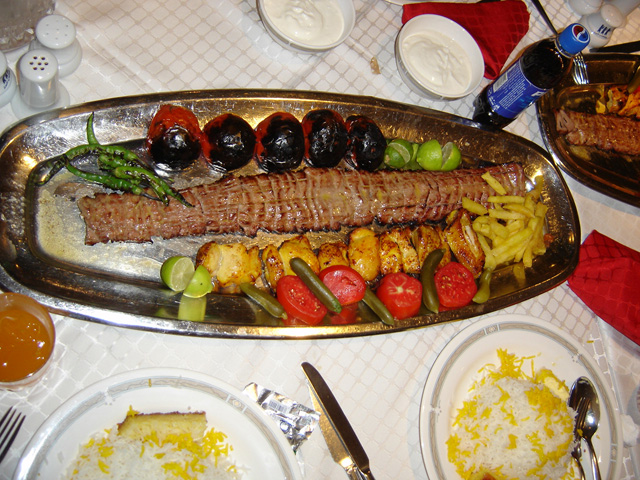
Kabāb mit Reis, die gelben Fleischstücke sind Hähnchenspieße

Lammfleisch, Rindfleisch und Geflügel sind die wichtigsten in Kurdistan verzehrten Fleischarten. Unter Letzterem ist Huhn am meisten verbreitet, Gans, Rebhuhn und Pute sowie Ente werden ebenfalls häufig verzehrt.
Kaninchen, Reh sowie Ziegenfleisch gehören ebenfalls zu den beliebten Fleischsorten der kurdischen Küche. Rohes Fleisch, wie im deutschen Mett oder Tatar, sind eher unpopulär. Vor allem Süßwasserfische und zum Laichen ins Süßwasser wandernde Fische werden ebenfalls verzehrt, in den Meeresregionen am Mittelmeer oder am persischen Golf auch Meeresfische. Viele Kurden grillen gerne, verschiedene Grillgerichte sind Hähnchen- oder Hackfleischspieße (Kebab).

### Gemüse

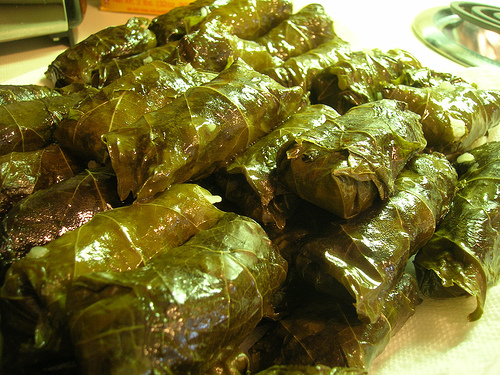
Yaprax, mit Reis, Dill, Joghurt und Hackfleisch gefüllte Weinblätter

Gemüse wird häufig gefüllt (z. B. gefüllte Paprika oder gefüllte Auberginen), gekocht, gegrillt und/oder als Beilage serviert. Kartoffeln, Erbsen, Bohnen, Aubergine, Zucchini, Tomate, grüne Bohnen, Gurken, Oliven, Paprika oder Okra sind dabei am meisten verbreitet. Gebratene Zwiebeln werden oft zu Fleischtellern serviert und in vielen Speisen mitverarbeitet.

### Gewürze und Kräuter
Gewürzt wird traditionell mit Salz, schwarzem Pfeffer oder Curry. Hin und wieder auch gerne mit, für den deutschen Gaumen eher exotisch, Granatapfelsirup (sollte nicht mit Grenadine (Lebensmittel) verwechselt werden).
Im Allgemeinen gibt es in der kurdischen Küche sowohl scharfe als auch nicht scharfe Gerichte – typische Kräuter sind traditionsgemäß unter anderem Petersilie oder Dill. Verschiedene Ketchupsorten sind seit den 1950er Jahren ebenfalls Teil dieser Küche.

### Milchprodukte
Milchprodukte sind in den traditionellen Viehzuchtgebieten weit verbreitet. Neben verschiedenen Käsesorten, unter denen Hüttenkäse, Feta oder Schafskäse zu finden sind, gibt es verschiedene Sorten Joghurt oder der Buttermilch ähnliche Produkte wie zum Beispiel Ayran (kurdisch: Dew), der oft zum Essen getrunken wird.

### Backwaren
In Kurdistan gibt es verschiedene Brotsorten, vor allem Weißbrot und das aus gesäuertem Teig hergestellte Naan.

## Getränke

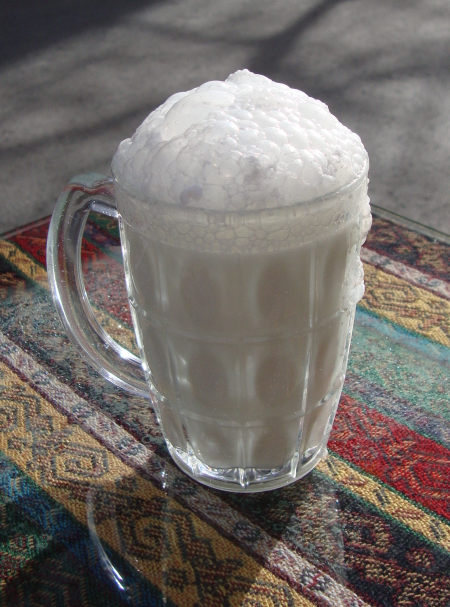
Frischer Mastaw mit Schaumkrone

Sehr beliebt sind in den heißen Monaten frisch gepresste Fruchtsäfte. Darauf baut in Kurdistan ein ganzer Wirtschaftszweig auf. Auch Schwarzer Tee wird sehr gerne und zu jeglicher Gelegenheit getrunken. Mastaw ist ein ebenfalls beliebtes Getränk, das vor allem zu den Mahlzeiten serviert wird.
Bier und weitere alkoholische Getränke sind zwar verbreitet und werden konsumiert, haben jedoch auf Grund des Alkoholverbots im Islam, dem die meisten Kurden angehören, nicht denselben Status wie beispielsweise in Deutschland.